# Ekonomiåret 1919

## Bildade företag
- Electrolux bildas.[1]